# Fleury (Somme)
Fleury (picardisch: Floury) ist eine nordfranzösische Gemeinde mit 204 Einwohnern (Stand 1. Januar 2022) im Département Somme in der Region Hauts-de-France. Die Gemeinde liegt im Arrondissement Amiens und gehört zum Kanton Ailly-sur-Noye.

## Geographie
Die Gemeinde liegt rund 25 Kilometer südwestlich von Amiens und zweieinhalb Kilometer westlich von Conty an der früheren Route nationale 320 im Tal der Évoissons, in die hier der Bach Parquets mündet, der die Grenze zur Gemeinde Contre bildet.

## Geschichte
Die Herrschaft Fleury war in den Händen der Herren von Conty. Sie wurde 1196 geteilt. Das Schloss aus dem 16. Jahrhundert wurde im 19. Jahrhundert abgebrochen.

## Einwohner
| 1962 | 1968 | 1975 | 1982 | 1990 | 1999 | 2006 | 2011 |
| ---- | ---- | ---- | ---- | ---- | ---- | ---- | ---- |
| 176  | 145  | 163  | 223  | 193  | 200  | 213  | 241  |

## Verwaltung
Bürgermeister (maire) ist seit 2001 Jean-Marie Rouzaud.

## Sehenswürdigkeiten
- Kirche Saint-Pierre aus der zweiten Hälfte des 19. Jahrhunderts
- Lohmühle de la Barre an den Évoissons an der Grenze zu Conty